# Flower Drum Song
Flower Drum Song è un musical con colonna sonora di Richard Rodgers e libretto di Oscar Hammerstein II, portato al debutto a Broadway nel 1958. Il musical segna l'ottava collaborazione tra Rodgers e Hammerstein ed è tratto dal romanzo di Chin Yang Lee The Flower Drum Song (1957). Il musical ottenne un buon successo a Broadway e fu successivamente riproposto in una tournée statunitense, nel West End londinese e trasposto nel film di Henry Koster Fior di loto.
Mentre il romanzo di Lee si concentrava un sul ricco immigrato cinese Wang Chi-yang che cerca di rimanere attaccato ai propri valori nella San Francisco contemporanea, il musical si concentra sul figlio Wang Ta, combattuto tra le proprie radici cinesi e l'assimilazione nella cultura americana. Gene Kelly al suo debutto alla regia teatrale diresse la prima del musical, il cui tono è più lieve e allegro rispetto al romanzo originale. Dopo l'adattamento cinematografico del 1961, il musical è stato riproposto di rado a teatro in seguito ad accuse di orientalismo e una visione stereotipata della comunità sino-americana, tanto che diversi versi delle canzoni sono stati tagliati e riscritti nel corso degli anni. Flower Drum Song fu riproposto a Broadway per la prima volta solo nel 2002 con un libretto interamente riscritto da David Henry Hwang, ma con quasi tutte le canzoni della partitura originale. Pur mantenendo l'ambientazione a Chinatown e i temi dell'immigrazione e dei conflitti intergenerazionali, il revival enfatizzò l'aspetto romantico dello spettacolo.

## Trama

### Atto I
Want Ta è il giovane figlio di immigrati cinesi e vive nella Chinatown di San Francisco. Si lamenta con la zia Madam Liang della difficoltà di trovare moglie ("You Are Beautiful") prima di andare a un appuntamento al buio. Intanto Sammy Fong, il proprietario di un nightclub, fa in visita al padre del giovane Ta, Wang, con un'offerta interessante. La promessa sposa di Sammy infatti è appena arrivata illegalmente dalla Cina, ma la timida Mei Li è chiaramente non adatta a lui, che ha una relazione con un'altra donna. Sammy offre quindi Mei Li ai Wang, dato che così facendo lui si libererebbe dal problema e Ta troverebbe una moglie. Fong si è portato dietro la promessa sposa e il futuro suocero e Wang accetta di ospitarli a casa propria, con la promessa però che se Ta rifiuta Fong dovrà sposare Mei Li ("A Hundred Million Miracles").
L'appuntamento al buio di Ta si rivela essere con Linda Low, una ragazza completamente assimilata ai costumi statunitense e la fidanzata segreta di Fong. Durante l'appuntamento Linda mente a Ta sulla propria famiglia e carriera ("I Enjoy Being a Girl"), mentre Ta racconta di quando sia difficile per un asiatico trovare un lavoro dignitoso in America e decide di studiare legge per migliorare le sue prospettive. Ta chiede a Linda di sposarlo e la ragazza accetta, anche se sa di aver bisogno del permesso della famiglia. Ta torna a casa e incontra Mei Li, che si sente subito attratta da lui ("I Am Going to Lie It Here"), anche se il ragazzo la nota a malapena. Tuttavia le cose cambiano quando Ta la vede vestita con abiti occidentali e si invaghisce immediatamente di lei ("Like a God").
Linda si presenta da Madam Liang con un finto fratello (in realtà il comico del locale di Sammy) e dice di essere la fidanzata di Ta, venuta a portare il permesso della famiglia. Wang però disapprova una ragazza così "occidentalizzata" come Linda e litiga con il figlio al riguardo. Sammy Fong scopre del piano di Linda, che ha organizzato tutto solo perché Fong è stato fidanzato con lei per cinque anni senza mai accennare al matrimonio. Sammy, per ripicca, invita i Wang, Mei Li e il padre della ragazza al suo night club, dove tutti scoprono che Linda si esibisce come spogliarellista ("Fan Tan Fannie"). Ta si sente così umiliato che non sa cosa fare e la sua amica di infanzia Helen Chao lo porta via; Helen lavora come sarta al nightclub ed è innamorata da tempo di Ta. Intanto Linda, che si è resa conto di come Sammy le abbia rovinato il possibile matrimonio, le versa il secchio dello champagne in testa.

### Atto II
Ta, ubriaco, passa la notte a casa di Helen e la mattina dopo Mei Li viene all'appartamento della sarta per portarle a rammendare il cappotto di Wang e lì la giovane è turbata nel vedere la giacca di Ta. Ta torna a casa (completamente inconsapevole della cotta di Helen per lui) dove trova il padre Wang intento a pianificare la chiusura del nightclub; il locale però non può essere chiuso e Wang si lamenta con la cognata delle nuove generazioni ("The Other Generation"). Ta ammette che il padre aveva ragione e che Mei Li è la ragazza giusta per lui, ma ora la ragazza non vuole averci nulla a che fare dato che crede che è andato a letto con Helen. I Li lasciano casa Wang e Sammy e Linda decidono di sposarsi ("Sunday"). Quando i due vanno ad annunciare il proprio matrimonio imminente gli anziani della comunità gli ricordano della sua promessa a Mei Li e gli ordinano di sposare la ragazza venuta apposta dalla Cina per sposarlo.
Ta porta un regalo di nozze a Mei Li e tenta di nasconderle quelli che sono ormai i suoi profondi sentimenti per lei. La processione nuziale avanza lungo la Grant Avenue di San Francisco ("Wedding Parade") e giunti al luogo della cerimonia Sammy beve dal calice matrimoniale alla sua nuova sposa. Ma quando Mei Li si toglie il velo la ragazza confessa alla futura suocera di non poter sposare Sammy perché non è un'immigrata regolare. Il matrimonio viene quindi cancellato e Sammy e Ta sono liberi di sposare le regazze che amano davvero, rispettivamente Linda e Mei Li.

## Numeri musicali
Atto I
- Overture
- You Are Beautiful – Ta & Madam Liang
- A Hundred Million Miracles – Mei Li, Dr. Li, Wang, Madam Liang & Liu Ma
- I Enjoy Being a Girl – Linda & Company
- I Am Going to Like It Here – Mei Li
- Like a God – Ta
- Chop Suey – Madam Liang, Wang & cast
- Don't Marry Me – Sammy Fong & Mei Li
- Grant Avenue – Linda & cast
- Love, Look Away – Helen
- Fan Tan Fannie – Frankie e regazze
- Gliding Through My Memories – Frankie e ragazze
- Finale: Grant Avenue – Linda e ragazze

Atto II
- Ballet
- Love, Look Away (Reprise) – Helen
- The Other Generation – Madam Liang & Wang
- Sunday – Linda and Sammy Fong
- The Other Generation  (Reprise) – Wang San & bambini
- Wedding Parade – Mei Li e ballerini
- Finale – Cast

La versione del 2002 ha ripristinato nella partitura la canzone "My Best Love" (eliminata durante il rodaggio) ed eliminato il duetto "The Other Generation".

## Creazione e sviluppo

### Ideazione
Dopo i grandi successi degli anni quaranta e dei primissimi anni cinquanta come Oklahoma!, Carousel, South Pacific e The King and I, Rodgers e Hammerstein ebbero due fiaschi a metà degli anni cinquanta (Me and Juliet e Pipe Dream), che faticarono a rimanere al passo con i successi del momento come The Music Man, My Fair Lady e The Pajama Game e con musical più moderni e sperimentali come West Side Story. Anche di regola i due cominciavano a scrivere un nuovo spettacolo immediatamente dopo la prima a Broadway del precedente, sei mesi dopo la fine delle repliche di Pipe Dream Rodgers e Hammerstein non avevano alcun nuovo musical in cantiere, pur avendo lavorato al musical televisivo Cinderella nel 1957. Mentre si trovava a Los Angeles per le riprese di South Pacific, Hammerstein lesse una copia di The Flower Drum Song e lo propose a Rodgers come soggetto della loro prossimo musical.
Hammerstein iniziò la stesura del libretto nel luglio 1958 e le prove dello spettacolo iniziarono nel settembre dello stesso anno. Rodgers e Hammerstein mantennero il tema principale del romanzo - l'immigrazione e i suoi risvolti culturali - ma spostarono l'attenzione dal vecchio Wang al giovane Ta, rimuovendo anche gli aspetti più cupi del romanzo come il suicidio di Helen per il suo amore non corrisposto. Pur avendo scritto essenzialmente una commedia musicale per il gusto dell'epoca e che avrebbe garantito loro un facile successo, Flower Drum Song fu relativamente rivoluzionario all'epoca per la rappresentazione di persone asiatiche o di origini asiatiche, dato che prima del debutto dello show le persone proveniente dall'Asia erano sempre state rappresentate a Broadway come caricature con forti connotati razzisti.

### Casting e prove
Rodgers e Hammerstein inizialmente vollero Yul Brynner (la loro star in The King and I) come regista del musical, ma l'attore era già impegnato con le riprese di L'urlo e la furia; fu ingaggiato quindi Gene Kelly al suo esordio alla regia. Rodgers e Hammerstein cercarono attori cinesi (o perlomeno asiatici) per i ruoli principali e questa scelta fu considerata rischiosa per l'epoca dato che c'erano relativamente pochi attori di origini asiatica negli Stati Uniti e lo stesso Rodgers li considerasse troppo timidi per il mondo dello spettacolo. Joshua Logan consigliò loro Miyoshi Umeki, che fu ingaggiata per interpretare Mei Li e al cast si aggiunsero Keye Luke (Wang), Patrick Adiarte (Wang San) e Pat Suzuki (Linda). Più complesso invece si rivelò il casting degli altri ruoli e, in particolare, dei ballerini di fila e del coro dato che in quella stagione vi erano altri quattro musical di ambientazione asiatica e che quindi i possibili attori erano già impegnati in uno di essi.
Carol Haney, la coreografa del musical, cominciò quindi a girare per gli Stati Uniti in cerca di nuovi talenti e dopo settimane di ricerca i ruoli rimanenti furono assegnati ad Ed Kenney (Ta), Jack Soo (Frankie) e l'afroamericana Juanita Hall (Madame Liang). Il ruolo di Fong si rivelò particolarmente difficile da assegnare a fu affidato prima al comico caucasico Larry Storch durante il rodaggio a Broadway e poi a un altro attore bianco, Larry Blyden, quando il musical debuttò a Broadway. La colonna sonora e il libretto furono rimaneggiate profondamente durante le prove e la partitura finale fu orchestrata da Robert Russell Bennett. La prima rappresentazione del musical avvenne il 27 ottobre 1958 allo Shubert Theatre di Boston come rodaggio in vista del debutto a Broadway. La reazione del pubblico fu entusiasta e anche le recensioni furono positive. Durante il rodaggio Hammerstein apportò ulteriori modifiche al libretto per concentrarsi prevalentemente su Ta e sui risvolti sentimentali della trama.

## Rappresentazioni

### Il debutto
Flower Drum Song debuttò al St. James Theatre di Broadway il 1º dicembre 1958 con scenografie di Olivier Smith e costumi di Irene Sharaff. C. Y. Lee, l'autore del romanzo, era presente alla prima e fu molto soddisfatto del successo che il musical riscontrò nel pubblico quella sera. Il musical fu accolto positivamente da critica e pubblico e ricevette sei candidature ai Tony Award, tra cui quella per il miglior musical. Flower Drum Song fu il più "longevo" dei musical di quella stagione e rimase in cartellone per seicento rappresentazioni. L'affluenza del pubblico cominciò a diminuire nel mese di dicembre, anche se almeno il 70% della capienza del teatro era piana ad ogni rappresentazione. Con l'avvicinarsi dell'estate - un periodo notoriamente infelice per la vendita dei biglietti - gli investitori decisero di termine le repliche e l'ultima rappresentazione avvenne il 7 maggio 1960.

## Adattamenti
Dal musical è stato tratto il film Fior di loto del 1961, con la regia di Henry Koster.